# Willowpool (schip, 1925)
De Willowpool was een Brits stoomvrachtschip van de Britse reder Sir R. Ropner & Co. Het schip met een waterverplaatsing van 4.815 ton is gebouwd door de scheepswerf Ropner Shipbuilding & Repairing Co Ltd in Stoke-on-Trent. Het schip is tijdens de Tweede Wereldoorlog op een zeemijn gevaren en gezonken.
Het geallieerde konvooi HG 9 vertrok op 19 november 1939 uit Port Said naar het Verenigd Koninkrijk. In Gibraltar voegden meerdere schepen zich bij dit konvooi, waaronder de Willowpool. Op 30 november 1939 vertrok dit konvooi uit Gibraltar. De Willowpool verliet op 10 december het konvooi dat doorvoer naar Liverpool omdat de Willowpool op weg was naar Middlesbrough. Later die dag liep het schip op een zeemijn, gelegd op 21 november door de U-20. Het schip zonk maar de volledige bemanning bestaande uit 36 mensen kon het schip veilig verlaten. De opvarenden werden opgepikt door de reddingsboot uit Gorleston-on-Sea.
De Willowpoll was het derde schip dat slachtoffer werd van de U-20 tijdens de vierde patrouille. Eerder die dag verging ook de Føina, die getorpedeerd werd. Een dag eerder, op 9 december, was ook al het Deense vrachtschip de Magnus getorpedeerd door de U-20.